# Каракастецький сільський округ
Каракасте́цький сільський округ (каз. Қарақастек ауылдық округі, рос. Каракастекский сельский округ) — адміністративна одиниця у складі Жамбильського району Алматинської області Казахстану. Адміністративний центр — село Каракастек.
Населення — 4318 осіб (2021; 4175 у 2009, 3562 у 1999, 4052 у 1989).
Станом на 1989 рік існувала Каракастецька сільська рада (села Бурган, Каракастек, Ушбулак).

## Склад
До складу округу входять такі населені пункти:
| Населений пункт  | Стара назва | Населення, осіб (1989) | Населення, осіб (1999) | Населення, осіб (2009) | Населення, осіб (2021) |
| ---------------- | ----------- | ---------------------- | ---------------------- | ---------------------- | ---------------------- |
| Бурган, село     | -           | 634                    | 619                    | 861                    | 767                    |
| Каракастек, село | -           | 3259                   | 2805                   | 3020                   | 3417                   |
| Ушбулак, село    | -           | 159                    | 138                    | 294                    | 134                    |